# Dilochiopsis
Dilochiopsis é um género botânico pertencente à família das orquídeas (Orchidaceae).

## Espécie
1. Dilochiopsis scortechinii (Hook.f.) Brieger, Schlechter Orchideen 1(11-12): 662 (1981).